# Энергия (ракета-носитель)
«Эне́ргия» (индекс ГРАУ — 11К25) — советская ракета-носитель сверхтяжёлого класса, разработанная НПО «Энергия». На момент начала эксплуатации являлась одной из самых мощных в мире наряду с «Сатурном-5», «Н-1» и значительно превосходила по грузоподъёмности эксплуатировавшиеся на тот момент в мире ракеты-носители.
Ракета-носитель являлась составной частью советской многоразовой транспортной космической системы (МТКС) «Энергия — Буран», но, в отличие от аналогичной американской МТКС «Спейс шаттл», могла использоваться автономно для доставки грузов больших масс и габаритов в околоземное пространство, на Луну, планеты Солнечной системы, а также для пилотируемых полётов, её создание связывалось с советскими планами широкого промышленного и военного освоения космоса.
Выполнена по двухступенчатой пакетной схеме с боковым расположением четырёх блоков первой ступени вокруг центрального блока второй ступени. Впервые в СССР использовалось криогенное горючее (водород на второй ступени). Полезная нагрузка устанавливается на боковой поверхности второй ступени. Конструктивными особенностями являются блочно-модульный принцип компоновки, позволяющий на основе блоков первой и второй ступеней создавать носители среднего и тяжёлого класса грузоподъёмностью от 10 до 200 т. В связи с планами использования «Энергии» для пилотируемых полётов на ракете применялись различные методы повышения надёжности, живучести и безопасности, такие как 3- и 4-кратное дублирование важных систем и возможность управляемого полёта при отказе одного из двигателей на любом участке траектории. Он имел проверенную на боевой ракете модернизированную БЦВМ М6М.

## Разработка
Была создана как универсальная перспективная ракета для выполнения различных задач:
- носитель для МТКК «Буран»;
- носитель для обеспечения пилотируемых и автоматических экспедиций на Луну и Марс;
- для запуска орбитальных станций нового поколения;
- для запуска сверхтяжёлых геостационарных спутниковых платформ;
- для запуска тяжёлых военных грузов.

Работы по программе «Энергия—Буран» начались в 1976 году, сразу после закрытия программы Н-1; главным конструктором с 1982 года стал Б. И. Губанов.
Главным разработчиком ракеты являлось подмосковное НПО «Энергия» («Предприятие п/я В-2572»), производство осуществлялось на куйбышевском заводе «Прогресс». Главный разработчик системы управления — харьковское НПО «Электроприбор».
Первая отправка частей центрального блока «Энергии» из Куйбышева в Жуковский состоялась водным путём в октябре 1980 года. Проводкой баржи под железнодорожным мостом через реку Самарка руководил начальник Самарского речного порта, просвет между грузом и мостом составил всего лишь 0,5 м. 1 ноября 1980 года груз прибыл на пристань Кратово в Жуковском. Уже в январе 1981 года начались лётные испытания специально разработанного самолёта-транспортировщика ВМ-Т с этим грузом на аэродроме ЛИИ (Раменское). В 1982—83 годах было таким же путём отправлено ещё несколько грузов (частей центрального блока «Энергии») и испытания самолёта продолжались.
С 1984 года части центрального блока ракеты доставлялись на самолёте ВМ-Т непосредственно с куйбышевского аэродрома Безымянка на космодром Байконур (на аэродром «Юбилейный»), где в монтажно-испытательном корпусе (МИК) на площадке 112 (филиал завода «Прогресс» — «Предприятие п/я Р-6514») осуществлялась сборка ракеты и подготовка к пуску.
Доставка частей центрального блока «Энергии» на самолёте ВМ-Т была временным вариантом; в дальнейшем планировалось доставлять центральный блок из Куйбышева на Байконур в собранном виде на самолёте Ан-225.

### Пуски
Было выполнено лишь два пуска этого уникального комплекса:
- 15 мая 1987 с экспериментальной нагрузкой: спутник «Полюс» (массогабаритный макет орбитальной лазерной платформы «Скиф-ДМ»), не выведен на орбиту из-за сбоя системы ориентации самого КА;
- 15 ноября 1988 в составе комплекса МТКК «Буран».

В проведении пусков комплекса было задействовано большое количество представителей различных ракетно-космических предприятий СССР и войсковых частей.

### Закрытие программы
В начале 1990-х работы по программе «Энергия-Буран» были приостановлены. К моменту окончательного закрытия программы (1993) на космодроме «Байконур» в различной стадии готовности находились не менее пяти ракет-носителей «Энергия». Две из них в незаправленном состоянии до 2002 года хранились на космодроме Байконур и являлись собственностью Казахстана; были уничтожены 12 мая 2002 г. при обрушении крыши монтажно-испытательного корпуса на площадке 112. Три находились на различных стадиях строительства на стапелях НПО «Энергия» (ныне РКК «Энергия»), но после закрытия работ задел был уничтожен, уже изготовленные корпуса ракет либо разрезаны, либо выброшены на задний двор предприятия, где продолжают пребывать до сих пор[когда?].
Несмотря на прекращение эксплуатации этого носителя, технологии, разработанные для «Энергии», используются и в настоящее[когда?] время: двигатель боковых блоков «Энергии» РД-170, самый мощный жидкостный двигатель в истории космонавтики, используется (под обозначением РД-171) на первой ступени ракеты-носителя «Зенит» (в том числе в проекте «Морской старт»), а двухкамерный двигатель РД-180 (фактически «половинка» РД-171), спроектированный на основе РД-171, — в американской ракете Атлас-5. Самый маленький вариант — однокамерный РД-191 — используется в новой перспективной российской ракете «Ангара». В двадцатую годовщину первого старта, 15 мая 2007 г., в средствах массовой информации прозвучало мнение, что при наличии средств и задела современной российской космической промышленности потребовалось бы 5—6 лет для возрождения «Энергии».
20 августа 2012 года РКК «Энергия» заявила о желании участвовать в тендере на разработку ракеты-носителя тяжёлого класса, которая может занять 5—7 лет. Однако РКК «Энергия» заявку на участие в тендере не подала, его выиграл Российский Центр имени Хруничева.
В августе 2016 г. в СМИ появилась информация, что в госкорпорации «Роскосмос» приступили к проектированию новой ракеты сверхтяжёлого класса, создать которую планируется, используя задел программы «Энергия-Буран», в частности, двигатели РД-171. Однако в мае 2017 года в РКК «Энергия» заявили, что разработка нового сверхтяжа обойдется в 1,5 раза дешевле, чем прямое копирование РКН «Энергия».
13 декабря 2018 года источник в ракетно-космической отрасли сообщили СМИ, что Роскосмос подготовит проект по созданию сверхтяжелой ракеты и беспилотному облету Луны. Однако восстановить производство разработанной 30-40 лет назад ракеты «Энергия» практически невозможно, кооперация предприятий утеряна, утрачены определённые технические решения, а некоторые устарели. Но, тем не менее, расчет стоимости возобновления производства «Энергии» все же будет сделан.

## Конструкция

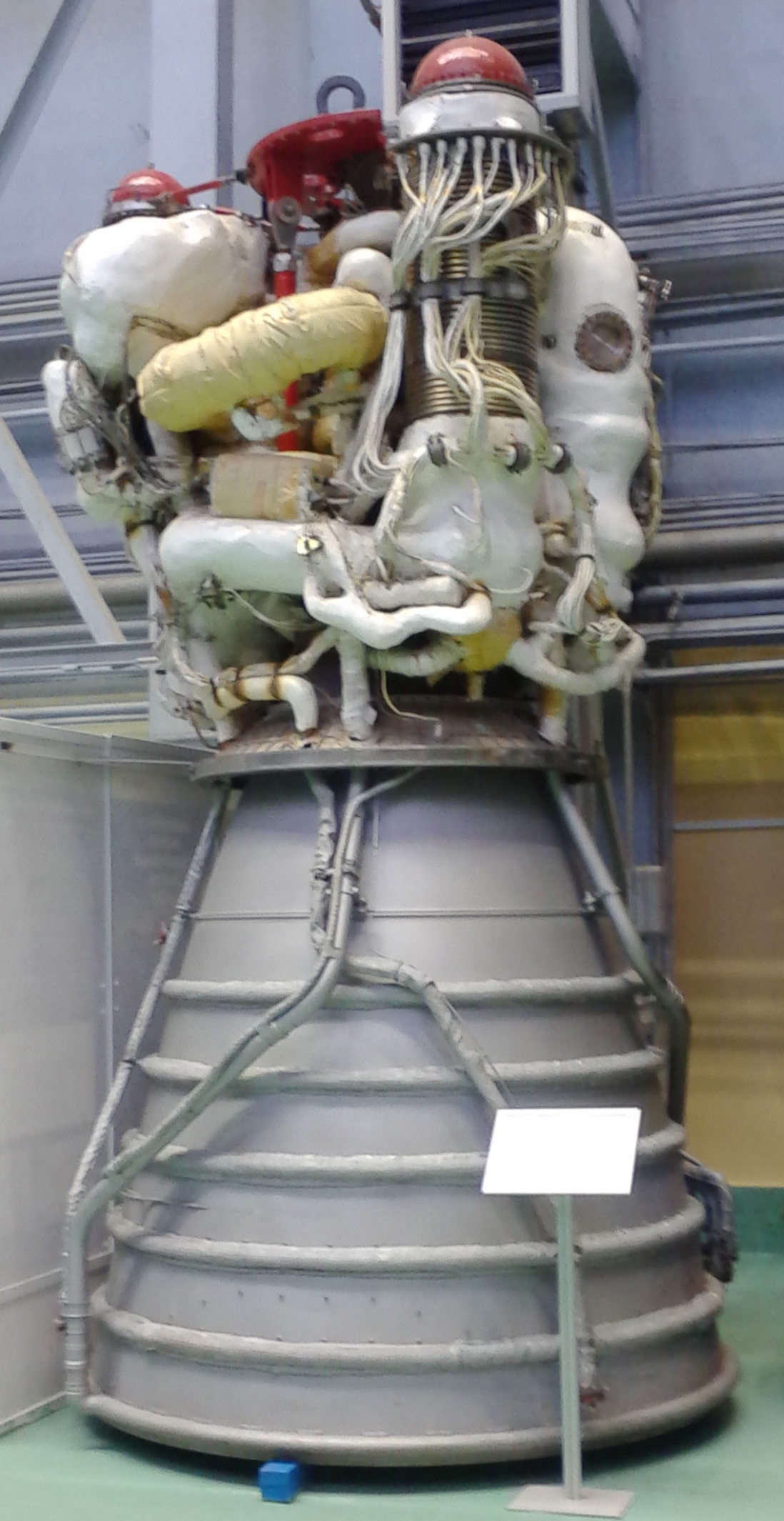
Двигатель РД-0120

Ракета выполнена по двухступенчатой пакетной схеме на базе центрального блока «Ц» второй ступени в котором установлены 4 кислородно-водородных маршевых двигателя РД-0120. Первую ступень составляют четыре боковых блока «А» с одним кислородно-керосиновым четырёхкамерным двигателем РД-170 в каждом. Блоки «А» унифицированы с первой ступенью ракеты-носителя среднего класса «Зенит». Двигатели обеих ступеней имеют замкнутый цикл с дожиганием отработанного турбинного газа в основной камере сгорания. Полезный груз ракеты-носителя (орбитальный корабль или транспортный контейнер) при помощи узлов силовой связи крепится асимметрично на боковой поверхности центрального блока Ц.
Сборка ракеты на космодроме, её транспортировка, установка на стартовый стол и запуск осуществляется с помощью переходного стартово-стыковочного блока «Я», который представляет собой силовую конструкцию обеспечивающую механические, пневмогидравлические и электрические связи с пусковым устройством. Применение блока Я позволило осуществлять стыковку ракеты со стартовым комплексом в сложных метеоусловиях при воздействии ветра, дождя, снега и пыли. В предстартовом положении блок является нижней плитой на которую ракета опирается поверхностями блоков А 1-й ступени, он же защищает ракету от воздействия потоков ракетных двигателей при старте. Блок Я после пуска ракеты остаётся на стартовом комплексе и может использоваться повторно.
Для реализации ресурса двигателей РД-170, рассчитанных на 10 полётов, предусматривалась система возвращения и многократного использования блоков A первой ступени. Система состояла из парашютов, ТТРД мягкой посадки и амортизирующих стоек, которые размещались в специальных контейнерах на поверхности блоков А, однако в ходе конструкторских работ выяснилось, что предложенная схема чрезмерно сложна, недостаточно надёжна и сопряжена с рядом нерешённых технических проблем. К началу лётных испытаний система возвращения не была реализована, хотя на лётных экземплярах ракеты имелись контейнеры для парашютов и посадочных стоек в которых находилась измерительная аппаратура.
Центральный блок оснащён 4 кислородно-водородными двигателями РД-0120 и является несущей конструкцией. Используется боковое крепление груза и ускорителей. Работа двигателей второй ступени начиналась со старта и, в случае двух выполненных полётов, завершалась до момента достижения первой космической скорости. Другими словами, на практике «Энергия» представляла собой не двух-, а трёхступенчатую ракету, поскольку вторая ступень в момент завершения работы придавала полезному грузу только суборбитальную скорость (6 км/с), а доразгон осуществлялся либо дополнительным разгонным блоком (по сути, третьей ступенью ракеты), либо собственными двигателями полезного груза — как в случае с «Бураном»: его объединённая двигательная установка (ОДУ) помогала ему после разделения с носителем достичь первой космической скорости.
Стартовая масса «Энергии» — около 2400 тонн. Ракета (в варианте с 4 боковыми блоками) способна вывести на орбиту около 100 тонн полезного груза — в 5 раз больше, чем эксплуатируемый носитель «Протон». Также возможны, но не были испытаны, варианты компоновки с двумя («Энергия-М»), с шестью и с восемью («Вулкан») боковыми блоками, последний — с рекордной грузоподъёмностью до 200 тонн.

## Проектировавшиеся варианты
В дополнение к базовому варианту ракеты проектировались 3 основных модификации, рассчитанные на вывод полезной нагрузки различной массы.

### Энергия-М
«Энергия-М» (изделие 217ГК «Нейтрон») была наименьшей ракетой в семействе, с уменьшенной примерно в 3 раза грузоподъёмностью относительно РН «Энергия», то есть с грузоподъёмностью 30—35 тонн на НОО.
Число боковых блоков было уменьшено с 4 до 2, вместо 4 двигателей РД-0120 на центральном блоке был установлен только один. В 1989—1991 годах проходила комплексные испытания, планировался запуск в 1994 году. Однако в 1993 году «Энергия-М» проиграла государственный конкурс (тендер) на создание новой тяжёлой ракеты-носителя; по итогам конкурса было отдано предпочтение ракете-носителю «Ангара» (первый запуск состоялся 9 июля 2014 года). Полноразмерный, со всеми составляющими компонентами макет ракеты хранился на Байконуре.

### Энергия II (Ураган)
«Энергия II» (также называемая «Ураган») проектировалась как полностью многоразовая, состоящая из возвращаемых блоков (ступеней). В отличие от базовой модификации «Энергии», которая была частично многоразовой (как американский Спейс шаттл), конструкция «Урагана» позволяла возвращать все элементы ракеты, аналогично варианту концепции усовершенствованной системы Space Shuttle. Центральный блок «Урагана» представлял собой космический ракетоплан, который должен был выходить на орбиту, совершать там разнообразные рабочие операции, затем сходить с орбиты, осуществлять вход в атмосферу, планировать и садиться на специально приспособленный аэродром, а боковые ступени — либо приземляться с помощью парашютов, либо совершать посадку на аэродром подобно центральному блоку.

### Вулкан (Геркулес)
Наиболее тяжёлая модификация: её стартовая масса составляла 4747 т. Используя 8 боковых блоков и центральный блок «Энергии-М» в качестве последней ступени, ракета «Вулкан» (кстати, это название совпадало с названием другой советской тяжёлой ракеты, разработка которой была отменена за несколько лет до этого) или «Геркулес» (что совпадает с проектным именем тяжёлой ракеты-носителя РН Н-1) должна была выводить до 175—200 тонн на низкую околоземную орбиту. С помощью этой колоссальной ракеты планировалось осуществлять наиболее грандиозные проекты: заселение Луны, строительство космических городов, пилотируемый полёт на Марс и т. д.

## Оценки специалистов

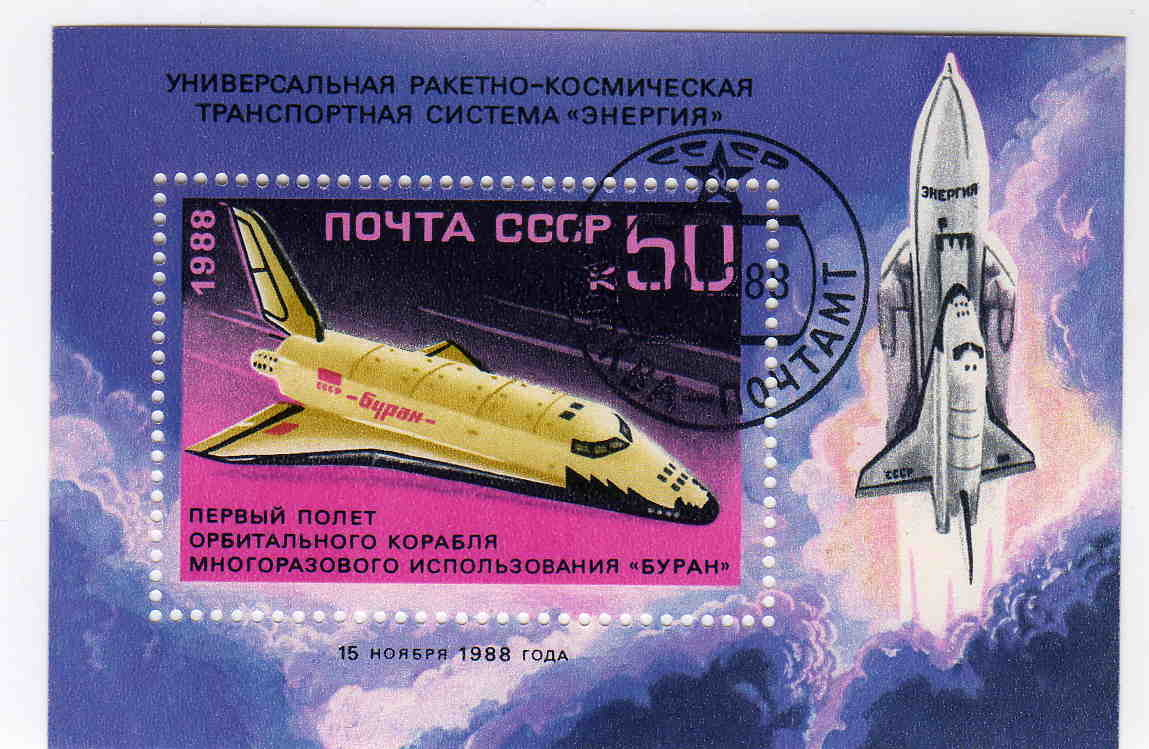
Почтовый блок, выпущенный почтовой службой СССР в конце 1988 г. в честь первого полёта корабля «Буран»

Слова Д. И. Козлова по поводу проекта «Энергия-Буран»:

— Через несколько месяцев после того, как В. П. Глушко был назначен на место главного конструктора, возглавляемому им НПО «Энергия» было поручено проектирование новой мощной ракеты-носителя, а заказ на её изготовление министерство передало Куйбышевскому заводу «Прогресс». Вскоре после этого у меня с Глушко произошёл долгий и очень тяжёлый разговор о путях дальнейшего развития советской ракетно-космической отрасли, о перспективах работы куйбышевского филиала № 3, а также о комплексе «Энергия-Буран».
Я тогда ему предлагал вместо этого проекта продолжить работу по ракете Н1. Глушко же настаивал на создании «с нуля» нового мощного носителя, а Н1 называл вчерашним днём космонавтики, уже никому больше не нужным. К единому мнению мы с ним тогда так и не пришли. В итоге мы решили, что возглавляемому мной предприятию и НПО «Энергия» больше не по дороге, поскольку мы расходимся во взглядах на стратегическую линию развития отечественной космонавтики. Это наше решение нашло понимание на самом верху тогдашнего правительства страны, и уже вскоре филиал № 3 был выведен из подчинения НПО «Энергия» и преобразован в самостоятельное предприятие. С 30 июля 1974 г. оно именуется Центральным специализированным конструкторским бюро (ЦСКБ).

Как известно, проект «Энергия-Буран» в 80-х годах всё же был реализован, причём это снова потребовало от страны больших финансовых затрат. Именно поэтому Министерство общего машиностроения СССР, в структуру которого входило и наше предприятие, было вынуждено неоднократно изымать из бюджетов завода «ЦСКБ-Прогресс» и ЦСКБ немалую часть ранее выделенных нам средств. Поэтому ряд проектов ЦСКБ из-за недофинансирования тогда не был выполнен в полном объёме, а некоторые из них вообще являются нереализованными. Ракета «Энергия» в первый раз взлетела с габаритно-весовым макетом на борту (объект «Полюс»), второй раз — с кораблём многоразового использования «Буран». Больше ни одного пуска «Энергии» произведено не было, и в первую очередь по достаточно прозаичной причине: в настоящее время в космическом пространстве просто нет объектов, для обслуживания которых понадобились бы полёты (кстати, очень дорогие) этой огромной ракеты грузоподъёмностью свыше 100 тонн.